# Humanistisk psykologi
Humanistisk psykologi är ett synsätt inom psykologi som huvudsakligen utvecklades av Carl Rogers, Fritz Perls, Erich Fromm, Rollo May och Abraham H. Maslow i USA under 1960-talet. Humanistisk psykologi har tenderat att fokusera på personligt ansvar, fri vilja och individens strävan efter att växa som person och nå så hög grad av välmående som möjligt. En viktig del inom humanistisk psykologi är att den tar parti för tilliten gentemot fenomenologi, vilket innebär rapporter av äkta upplevelser utan försök att tolka dessa på något sätt. En central roll spelar människans upplevelse, det vill säga tankar, känslor och behov av ett meningsfullt liv.
Antaganden av humanistiska psykologer gällande försök att förstå mänskligt beteende genom att förlita sig på fenomenologi gjorde att det humanistiska synsättet skiljer sig mycket från behaviorismen som utvecklades ganska kort innan det humanistiska synsättet. Det finns tvivel om huruvida det humanistiska synsättet är vetenskap eller inte. Det finns delar som talar både för och emot att humanistisk psykologi är vetenskap. Humanister har dock inte haft lika stor ambition att förklara den humanistiska psykologin som en vetenskap till skillnad från exempelvis behaviorister. Medan behaviorism anser att miljön är den mest betydande faktorn för hur individen utvecklas så anser humanistisk psykologi att både arv och miljö har viktiga roller i denna utveckling. Arvet en grundläggande betydelse, men miljön påverkar i positiva  eller negativa riktningar.